# توتنهام هوتسبير للسيدات
توتنهام هوتسبير للسيدات هو نادي كرة قدم نسائي إنجليزي تابع لنادي توتنهام هوتسبير. تأسس في عام 1985 وتأهل لأول مرة في تاريخه لالدوري الإنجليزي الممتاز للسيدات في موسم 2019-20.